# Harriet Dinerstein
Harriet Dinerstein, née en 1955 à New York, est une astronome américaine, enseignante à l'université du Texas à Austin et récipiendaire du prix d'astronomie Annie J. Cannon en 1984 et du prix Newton Lacy Pierce en astronomie en 1989. Elle est spécialisée dans l'analyse des compositions chimiques des objets célestes.

## Biographie
En 1973, Harriet Dinerstein découvre la nova récurrente V3890 Sagittarii sur des plaques photographiques. Cette nova est entrée en éruption en mai ou juin 1962, en avril 1990 puis le 27 août 2019.
Harriet Dinerstein est diplômée d'un baccalauréat universitaire en sciences à l'université Yale en 1975 puis d'un Ph.D. à l'université de Californie à Santa Cruz en 1980,.

Elle devient ensuite chercheuse postdoctorale pour le compte de la NASA où elle travaille sur le projet Kuiper Airborne Observatory basé à l'Ames Research Center (sur l'aéroport de Moffett Federal Airfield situé au bord de la baie de San Francisco) : un télescope embarqué à bord d'un C-141 modifié pouvant voler jusqu'à 14 000 m d'altitude. Cette altitude permet d'étudier le rayonnement infrarouge des objets célestes sans être perturbé par les molécules d'eau présentes dans l'atmosphère de la Terre à des altitudes inférieures.

En 1982 Harriet Dinerstein poursuit son parcours post-doctoral au sein de la Robert A. Welch Foundation (en) de l'Université du Texas à Austin avant d'intégrer le personnel de la faculté du « College of Natural Sciences » en 1985. Elle y effectue des recherches sur la formation des étoiles, les nébuleuses ionisées extragalactiques, les novæ , les rémanents de supernova et les nébuleuses planétaire.
En 1984 elle remporte le prix d'astronomie Annie J. Cannon (délivré à cette époque par l'Association américaine des femmes diplômées des universités (l'AAUW) sur avis de l'Union américaine d'astronomie (l'AAS)) pour ses travaux sur la nucléosynthèse primordiale (« A Re-evaluation of the Primordial Helium Abundance. ») notamment via les observations des galaxies naines NGC 4861 et CG 1116+51.
Cinq ans plus tard elle est lauréate du prix Newton Lacy Pierce en astronomie (également remis par l'AAS, et réservé aux astronomes nord-américains de moins de 36 ans) en 1989 pour ses observations des nébuleuses galactiques et extragalactiques dans le spectre infrarouge en vue de déterminer leurs compositions chimiques et aider à la compréhension de l'évolution de l'univers,,.
Elle est par la suite élue au conseil de l'AAS de 1990 à 1993, association dont elle est membre depuis 1981.